# Долгобичів-Колонія (присілок)
Долгобичів-Колонія (пол. Dołhobyczów-Kolonia) — колонія у Польщі, у Люблінському воєводстві Грубешівського повіту, ґміни Долгобичув.